# Rácz Jeromos
Rácz Jeromos, olykor Rátz, (Székelyudvarhely, 1775 körül – Miskolc, 1847. augusztus 21.) minorita-rendi szerzetes, székelyudvarhelyi származású, 1821-től 1825-ig az aradi rendház főnöke és városi lelkész volt, később hitszónok Miskolcon, ahol 1847. augusztus 21-én meghalt 72 éves korában.

## Munkái
- Egyházi beszéd, mellyet azon alkalmatosságra, midőn dicsőséges Szt-István első apostoli magyar királynak emlékezetét ns. Arad vármegye Aradon aug. 20. napján ünnepelné mondott, és egy hazáját igazán szerető magyar hazafi kinyomtattatott. Temesvár, 1820
- Egy rövid oktatás, a mellyet midőn ns. Arad vármegyétől mostan építtetett vármegye házának kápolnája a tiszti karoknak, és az ott raboskodóknak jelenlétekben megszenteltetnék, mondott. Arad, 1820
- Rudnay Sándor primáshoz az aradi barátok temploma felszentelése alkalmából. Uo. 1820 (latin költemény)
- Szent tanítás, mellyet azon alkalmatossággal, hogy mélt. Soborsini báró Forray Juliánának, szül. Korompai gróf Brunsvik asszonynak ... igazgatása alatt a t. n. Arad vármegye tömlöczében raboskodók napműveiket és egyéb munkáikat az ott felállított fenyítő házban elkezdették, mondott. Buda, 1821
- Az aradi T. P. conventuális minoriták tornyára a szent keresztnek feltéte. A melly alkalmatosággal a következendő beszédet mondotta ... 1823. júl. 13. Arad, 1823 (tartalma a templom és kolostor története, alkalmi költemények és statisztikai jegyzetek)
- Oratio dum neo-electi Dni magistratuales ampl. magistratus, civ. Arad in ecclesia parochiali sod. minor. conventualium, solénne juramentum deponerent, die 30. Novemb. anno 1824, Uo.